# 臺北市北投區石牌國民小學
臺北市立石牌國民小學是位於臺北市北投區的國民小學，創立於1922年，現有學生約2400人。

## 概述
石牌國小位於臺北市北投區石牌地區，1922年創立，原為「北投公學校石牌分教場」，1926年獨立並定名為「石牌公學校」，經多次更名後成為現有校名。學生人數最多時曾超過6000人，現有學生約2400人，普通班84班、幼稚園7班、資源班6班共108班。校舍土地總面積25739平方公尺，校內設有游泳池、活動中心等設施，體育場地下設有社區地下停車場。學生社團有十餘個，管、弦樂團不定時於附近社區表演。

## 地理位置
石牌國小位於臺北市北投區石牌路與致遠一、二路交叉口，設立時徵用或受贈潘宗御等當地人士土地，早期校門口設於石牌路上，目前在致遠二路上，地址為臺北市北投區致遠二路80號，校地與石牌國中緊鄰。石牌國中校地原亦為石牌國小校地之一部分，但早期為中華民國國家安全局佔用；後因地方國中容量不足，在臺北市政府要求下，國家安全局遷移後原址改設石牌國中。石牌國小鄰近臺北捷運石牌站、榮光公園、北投運動中心，附近多為住宅區。

## 簡史
- 1922年4月1日 設「北投公學校」石牌「分教場」。
- 1926年4月1日 學校獨立，定名為「石牌公學校」，編制5班。
- 1941年4月1日 改稱「石牌國民學校」，編制9班。
- 1945年11月15日 賴映光任戰後首任校長，校名為臺北縣北投鎮石牌國民學校。
- 1949年8月1日 改制為陽明山管理局石牌國民小學。
- 1952年12月31日 蘇長庚任第2任校長，編制15班。（以下任期皆以二戰後為準）
- 1953年8月15日 張宗海任第3任校長，編制16班。
- 1954年8月12日 王芳蘭任第4任校長，編制17班。
- 1958年7月26日 謝慶元任第5任校長，編制23班。
- 1966年11月23日 余振瑞任第6任校長，編制32班。
- 1967年7月11日 李榮華任第7任校長，編制33班。
- 1968年7月1日 改稱台北市陽明山管理局石牌國小。
- 1973年7月13日 林金能任第8任校長，畫福興里學區成立文林國小。
- 1974年1月1日 改稱台北市北投區石牌國民小學。
- 1975年9月4日 陸清培任第九任校長，編制78班，學生4380人。
- 1977年8月1日 李榮華任第10任校長，歸劃立農里學區成立立農國小，榮華里學區成立明德國小。
- 1980年2月1日 謝慶元任第11任校長，102班，學生5468人。
- 1986年8月14日 沈峰範任第12任校長，編制118班，學生6041人。
- 1987年8月1日 附設幼稚園4班。
- 1988年8月1日 設辦資優班2班。
- 1991年12月8日 擴大慶祝創校70週年校慶，舉辦運動會，表揚傑出校友暨服務資深教師，編制國小120班，學生6100人，幼稚園4班，幼生120人。
- 1995年8月14日 陳志力任第13任校長，編制123班，學生四千多人。
- 1999年8月1日 陳志力連任第14任校長 。
- 2003年8月1日 李玉惠任第15任校長，編制104班，學生三千多人。

2006年8月1日 張淑慧任第16任校長，編制98班
- 2014年8月1日吳勝學任第17任校長，編制98班，學生二千七百多人。

2019年8月1日詹益正任第18任校長

### 歷任校長
- 賴映光：1945年11月15日─1952年12月31日
- 蘇長庚：1952年12月31日]─1953年8月15日
- 王芳蘭：1954年8月12日]─1958年7月26日
- 余振瑞：1966年11月23日─1973年7月13日
- 林金能：1973年7月13日─1975年9月4日
- 陸清培：1975年9月4日─1977年8月1日
- 李榮華：1977年8月1日]─1980年2月1日
- 謝慶元：1980年2月1日]─1986年8月14日
- 沈峰範：1986年8月14日─1995年8月14日
- 陳志力：1995年8月14日─2003年8月1日
- 李玉惠：2003年8月1日]2006年8月1日
- 張淑慧：2006年8月1日─2014年8月1日
- 吳勝學：2014年8月1日─2019年8月1日

詹益正：2019年8月1日-至今

## 相關網站
- 石牌國小網站 （页面存档备份，存于）